# Servando Canales
Servando Canales är en ort i Mexiko.   Den ligger i kommunen Güémez och delstaten Tamaulipas, i den centrala delen av landet, 500 km norr om huvudstaden Mexico City. Servando Canales ligger 214 meter över havet och antalet invånare är 412.
Terrängen runt Servando Canales är platt, och sluttar österut. Runt Servando Canales är det ganska tätbefolkat, med 60 invånare per kvadratkilometer. Närmaste större samhälle är Guillermo Zúñiga, 1,3 km nordväst om Servando Canales. Omgivningarna runt Servando Canales är en mosaik av jordbruksmark och naturlig växtlighet.